# Hàn Thiên Thu
Hàn Thiên Thu (chữ Hán: 韩千秋) là một tướng lĩnh thời Hán Vũ Đế, giữ chức Tế Nam tướng, từng dẫn quân tấn công Nam Việt và chết trận.

## Tiểu sử
Hàn Thiên Thu quê ở Dĩnh Xuyên (nay thuộc Vũ Châu), từng giữ chức Tế Nam tướng.
Năm 112 TCN, Hán Vũ Đế sai Hàn Thiên Thu mang quân sang đánh Nam Việt. Tể tướng Nam Việt Lã Gia bèn tiến hành chính biến, giết Triệu Ai Vương, Cù thái hậu cùng tình nhân An Quốc Thiếu Quý, lập Triệu Dương Vương. Sau đó Lã Gia đem quân đánh Thiên Thu, Hàn Thiên Thu bị chém chết. Hán Vũ Đế phong cho con Thiên Thu là Hàn Diên Niên làm Thành An hầu.

## Gia đình
- Hàn Diên Niên (韩延年), tước Thành An hầu, dũng tướng dưới quyền Hán Vũ Đế. Năm 99 TCN, Diên Niên giữ chức hiệu úy, theo Lý Lăng, Triệu Phá Nô đánh Hung Nô. Diên Niên cùng Lăng bị quân Hung Nô bao vây gần núi Đê Hãn, liều mình tử chiến, chết khi cùng Lăng phá vây. Lý Lăng thấy Diên Niên chết, bèn đầu hàng.[4][5][6][7]